# (6833) 1993 FC1
1993 أف سي 1 (ويعرف أيضًا باسم (6833) 1993 أف سي 1 وفق تسمية الكوكب الصغير) (بالإنجليزية: 1993 FC1)‏ هو كويكب ضمن حزام الكويكبات؛ وترتيبه 6833 من حيث الاكتشاف.
اكتُشف هذا الجُرم الفلكي بواسطة Shūji Hayakawa ‏ في 19 مارس 1993.

## وصلات خارجية
- (6833) 1993 FC1 في قاعدة بيانات مختبر الدفع النفاث لأجرام النظام الشمسي الصغيرة

- الاكتشاف · مخطط المدار ·  العناصر المدارية · المعلمات المادية

- (6833) 1993 FC1 على موقع ويكي سكاي: DSS2, SDSS, GALEX, IRAS, Hydrogen α, X-Ray, Astrophoto, Sky Map, Articles and images